# Friedrich Noll
Friedrich Noll (* 29. August 1920 in Bad Segeberg; † 16. Februar 1993) war ein deutscher Politiker (SPD). Er war von 1962 bis 1971 Mitglied des Landtags von Schleswig-Holstein.

## Ausbildung und Beruf
Nachdem er Volks- und Oberschule in Bad Segeberg abgeschlossen hatte, schlug Noll 1937 die Laufbahn des gehobenen Postdienstes ein. Im Jahr 1940 legte er die Zweite Verwaltungsprüfung ab und wurde Amtsstellenleiter im Postamt Itzehoe.

## Politik
Noll war Vorsitzender des SPD-Ortsvereins Itzehoe. Von 1962 bis 1966 war er Bürgervorsteher der Stadt Itzehoe. 1966 wurde er in den Itzehoer Stadtrat gewählt und war dort SPD-Fraktionsvorsitzender. Noll war zeitweise Mitglied im Hauptausschuss des Deutschen Städtebundes.
Bei der Landtagswahl 1962 wurde Noll als Direktkandidat der SPD im Wahlkreis 16 (Steinburg-Ost) in den schleswig-holsteinischen Landtag gewählt, bei der folgenden Wahl im Jahr 1967 schaffte er den erneuten Einzug in den Landtag über die Landesliste. Er war Abgeordneter vom 29. Oktober 1962 bis zum 15. Mai 1971.